# استفانو لورنزینی
استفانو لورنزینی (زادهٔ ۱۶۵۲، تاریخ مرگ نامشخص) پزشک و آبزی‌شناس ایتالیایی، اهل فلورانس است که پزشکی را در پیزا و بعد در بیمارستان سن فلورانس ماریا نوئوآ از استادانی همچون فرانچسکو ردی و نیلز ستی‌اینسن فراگرفت. او با دوک‌نشین بزرگ توسکانی دچار اختلاف شد و چندین سال را به همراه برادرش لورنزو لورنزینی که ریاضیدان مشهوری بود در زندان به سر برد.
مشاهدات او دربارهٔ کوسه‌ها در ۱۶۷۸ در فلورانس منتشر شد که نشان از مطالعهٔ عمیق او در زمینهٔ کالبدشناسی و فیزیولوژی داشت. شناخته شده‌ترین کشف او آمپول‌های لورنزینی است که به نرم آبشش داران کمک می‌کند تا میدان‌های الکترومغناطیسی را حس کنند. این اندام‌ها در جلوی سر جانور قرار دارد و شامل مجراهایی پر از ماده‌ای ژلاتینی ویژه است.